# しくみ
| ウィキペディアには「しくみ」という見出しの百科事典記事はありません（タイトルに「しくみ」を含むページの一覧/「しくみ」で始まるページの一覧）。 代わりにウィクショナリーのページ「しくみ」が役に立つかもしれません。 |